# Keith F.C.
Keith Football Club là một câu lạc bộ bóng đá chuyên nghiệp đang thi đấu ở Highland League tại Scotland. Đội bóng được thành lập năm 1910 và chơi trên sân nhà Kynoch Park ở Keith, Moray. Mặc dù thị trấn Keith tương đối nhỏ, câu lạc bộ đã sản sinh ra nhiều cầu thủ đáng chú ý như Hamish French cựu đội trưởng đội tuyển quốc gia Colin Hendry.
Vì là đội chuyên nghiệp nên họ có thể tham gia Scottish Cup. Có lẽ đội được biết nhiều nhất với những người theo dõi bóng đá cấp cao hơn khi có trận thua 10–1 trước Rangers ở trận đấu tại 1995–96 Scottish Cup trên sân Pittodrie Stadium ở Aberdeen.

## Lịch sử
Sân nhà đầu tiên của đội là ở Seafield Park, và họ thi đấu ở Huntly & District League. Sân nhà thứ hai là Kynoch Park, được mang tên Sir John W Kynoch năm 1922. Họ gia nhập Highland League năm 1924. Trận thua sân nhà đậm nhất là 1–9 trước Elgin City năm 1925. Sau đó họ thi đấu lần đầu tiên ở Scottish Cup năm 1926, thua 7–3 trước Peebles Rovers. Trận đấu Scottish Cup đầu tiên tại Kynoch Park là vào năm 1928, với trận thắng 5–2 trước Dalbeattie Star. Sau đó họ tiếp tục thua 6–1 ở vòng 2 trước đương kim vô địch Scottish Cup Celtic trước 5,820 khán giả. Đó là màn ra mắt đầu tiên của Celtic tại Bắc Aberdeen.

## Đội hình hiện tại
Ghi chú: Quốc kỳ chỉ đội tuyển quốc gia được xác định rõ trong điều lệ tư cách FIFA. Các cầu thủ có thể giữ hơn một quốc tịch ngoài FIFA.
| Số | VT | Quốc gia | Cầu thủ         |
| -- | -- | -------- | --------------- |
| —  | TM | Scotland | Daniel Bell     |
| —  | TM | Scotland | David Dey       |
| —  | HV | Scotland | Michael Dunn    |
| —  | HV | Scotland | Stuart Hutcheon |
| —  | HV | Scotland | Bruce Milne     |
| —  | HV | Scotland | Grant Mitchell  |
| —  | HV | Scotland | Sam Pugh        |
| —  | HV | Scotland | Michael Ralton  |
| —  | HV | Scotland | Aaron Scully    |
| —  | HV | Scotland | Greg Smith      |
| —  | HV | Scotland | Ryan Spink      |
| —  | TV | Scotland | Kyle Cooper     |

| Số | VT | Quốc gia | Cầu thủ        |
| -- | -- | -------- | -------------- |
| —  | TV | Scotland | Donald Fraser  |
| —  | TV | Scotland | Stuart Massie  |
| —  | TV | Scotland | Bruce Raffell  |
| —  | TV | Scotland | Hamish Ritchie |
| —  | TV | Scotland | Finlay Stables |
| —  | TV | Scotland | Ryan Stewart   |
| —  | TV | Scotland | Scott Whelan   |
| —  | TĐ | Scotland | Luke Barbour   |
| —  | TĐ | Scotland | Craig Cormack  |
| —  | TĐ | Scotland | Kris Duncan    |
| —  | TĐ | Scotland | Michael Ewen   |
| —  | TĐ | Scotland | Scott Johnston |

## Danh hiệu
- Highland League:

Vô địch: 1961–62, 1978–79, 1979–80, 1980–81, 1984–85, 1999–00, 2006–07
- Scottish Qualifying Cup (North) :

Vô địch: 1960–61, 1962–63, 1984–85, 2002–03
- Highland League Cup:

Vô địch: 1964–65, 1973–74, 1974–75, 1975–76, 1983–84, 1985–86, 1988–89, 2002–03, 2006–07, 2012–13
- Aberdeenshire Cup :

Vô địch: 1935–36, 1957–58, 1959–60, 1966–67, 1973–74, 1977–78, 1979–80 2008–09
- Aberdeenshire Shield:

Vô địch: 1997–98, 2001–02, 2004–05, 2005–06, 2006–07
- Aberdeenshire League:

Vô địch: 1996–97, 1998–99, 1999–2000, 2006–07